# Don Reid (baloncestista)
Don Corey Reid (Washington D. C., 30 de diciembre de 1973) es un exjugador de baloncesto profesional estadounidense. Fue seleccionado en la segunda ronda (58.º) del draft de la NBA de 1995 por los Detroit Pistons. Con 2,02 metros de estatura, jugaba en la posición de ala-pívot.
Después de pasar por la Universidad de Georgetown formando parte de los Georgetown Hoyas, Reid jugó para los Pistons, Washington Wizards y Orlando Magic en 8 temporadas en la NBA. En su temporada rookie, 1995-96, como miembro de los Pistons, promedió 3.8 puntos en 69 partidos jugados.